# 蒙泰纳尔
蒙泰纳尔（法語：Monteynard，法語發音：[mɔ̃tɛnaʁ]）是法国伊泽尔省的一个市镇，属于格勒诺布尔区。

## 地理
蒙泰纳尔（44°58'33"N, 5°42'18"E）面积10.72 平方千米，位于法国奥弗涅-罗讷-阿尔卑斯大区伊泽尔省，该省份为法国东南部内陆省份，北起顺时针与安省、萨瓦省、上阿尔卑斯省、德龙省、阿尔代什省、卢瓦尔省和罗讷省。
与蒙泰纳尔接壤的市镇（或旧市镇、城区）包括：阿维尼奥内、圣马丹德拉克吕兹、拉莫特圣马尔坦、科米耶圣母村、沃圣母村。

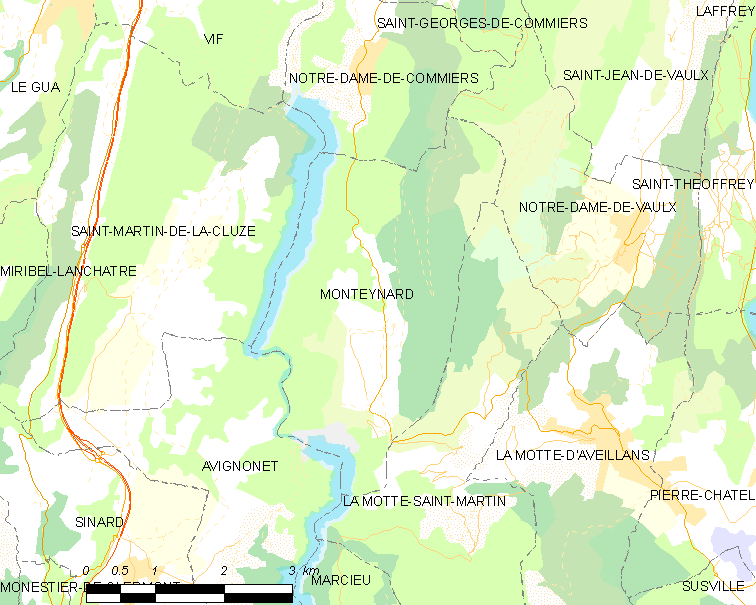
蒙泰纳尔的OSM定位图

蒙泰纳尔的时区为UTC+01:00、UTC+02:00（夏令时）。

## 行政
蒙泰纳尔的邮政编码为38770，INSEE市镇编码为38254。

## 政治
蒙泰纳尔所属的省级选区为马泰西讷-特列沃县。

## 人口

1962-2008年间蒙泰纳尔人口变化图示

蒙泰纳尔于2022年1月1日时的人口数量为500人。